# Intsu
Intsu – wieś w Estonii, w prowincji Viljandi, gminie Viljandi. Do 20 października 2013 roku w gminie Paistu.
Archaiczne nazwy wsi to: Hintzo Matz (1758), Jntzo Hans (1797), Hinzo Jack (1806), Intzo (1839), Insu (1935).